# Николај Вејхел
Николај Вејхел (дан. Nicolai Weichel; Херсхолм, 6. новембар 1997) професионални је дански хокејаш на леду који игра на позицијама одбрамбеног играча.
Члан је сениорске хокејашке репрезентације Данске за коју је на међународној сцени дебитовао на светском првенству 2017. године. 